# Inia
Inia là một chi động vật có vú trong họ Iniidae, bộ Cetacea. Chi này được d Orbigny miêu tả năm 1834. Loài điển hình của chi này là Inia boliviensis d Orbigny 1834 (= Delphinus geoffrensis Blainville, 1817).

## Hình ảnh

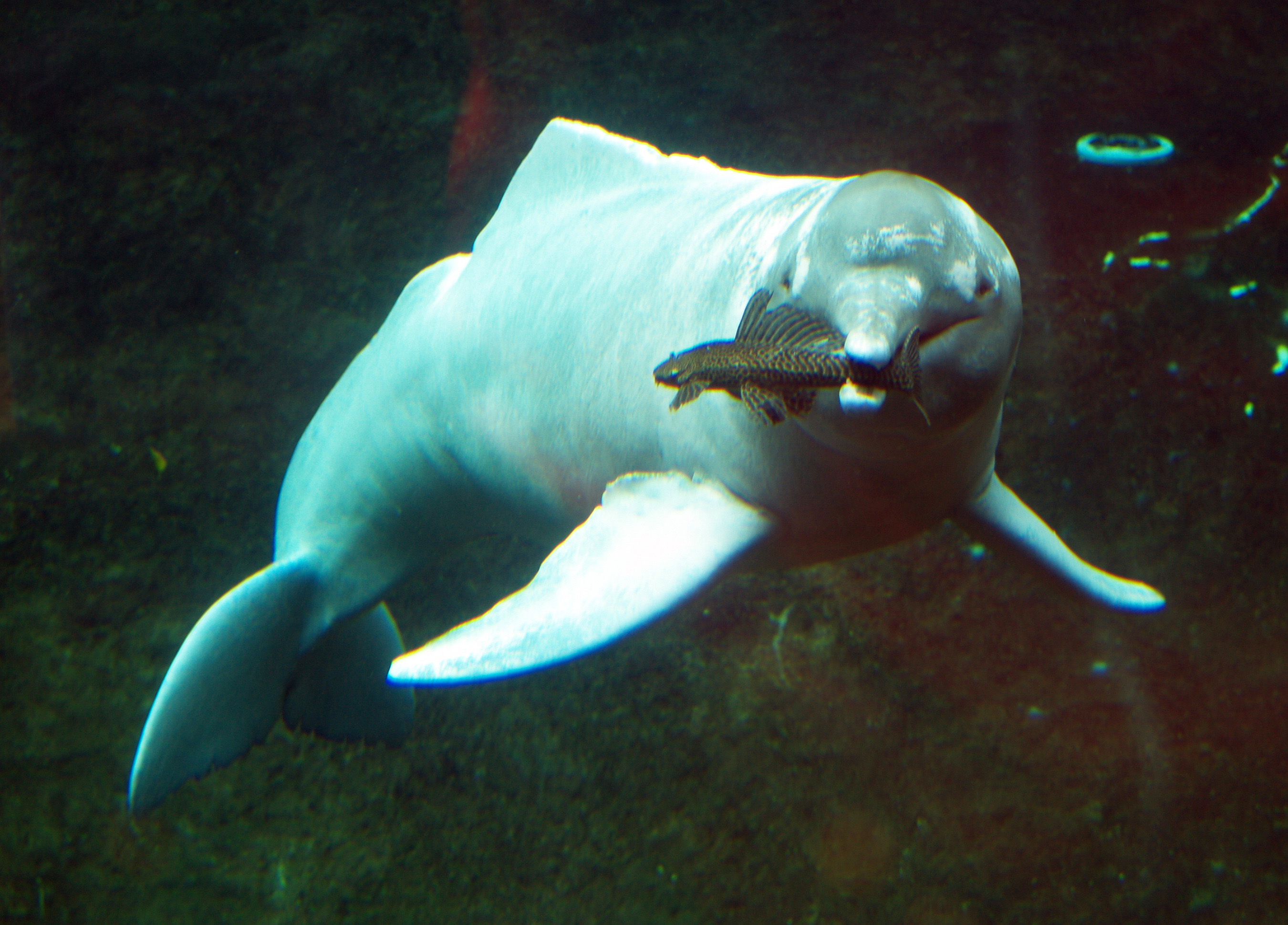
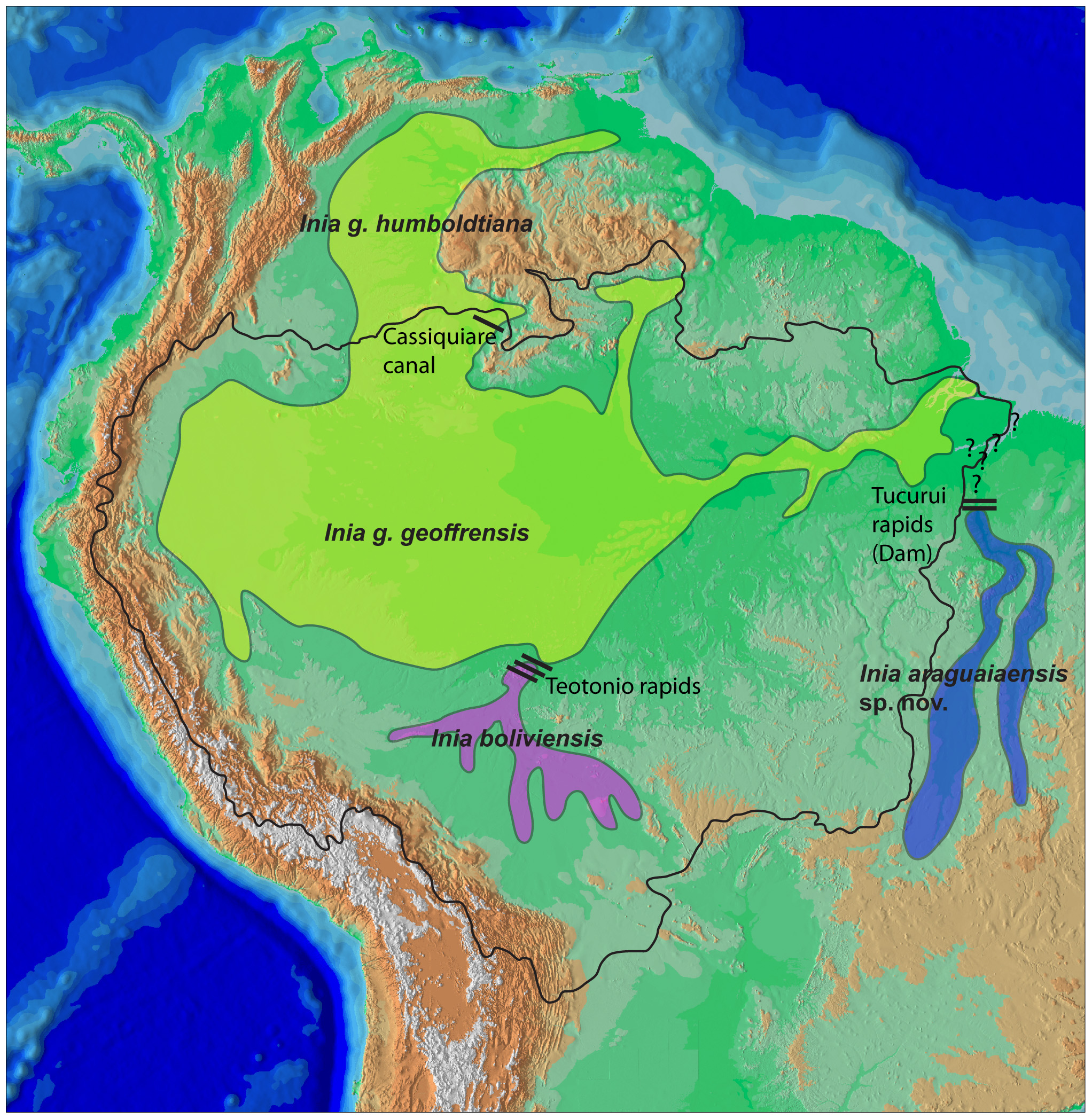
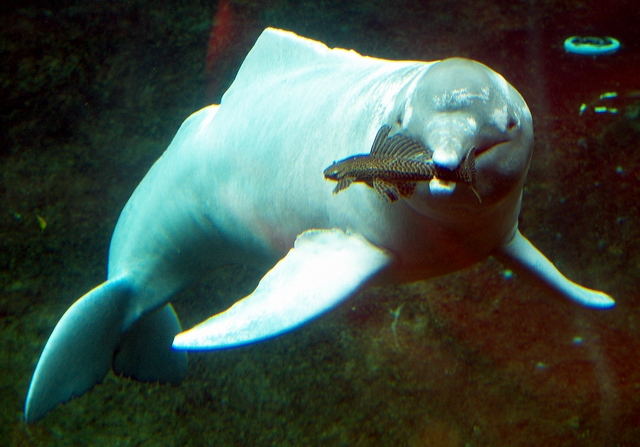
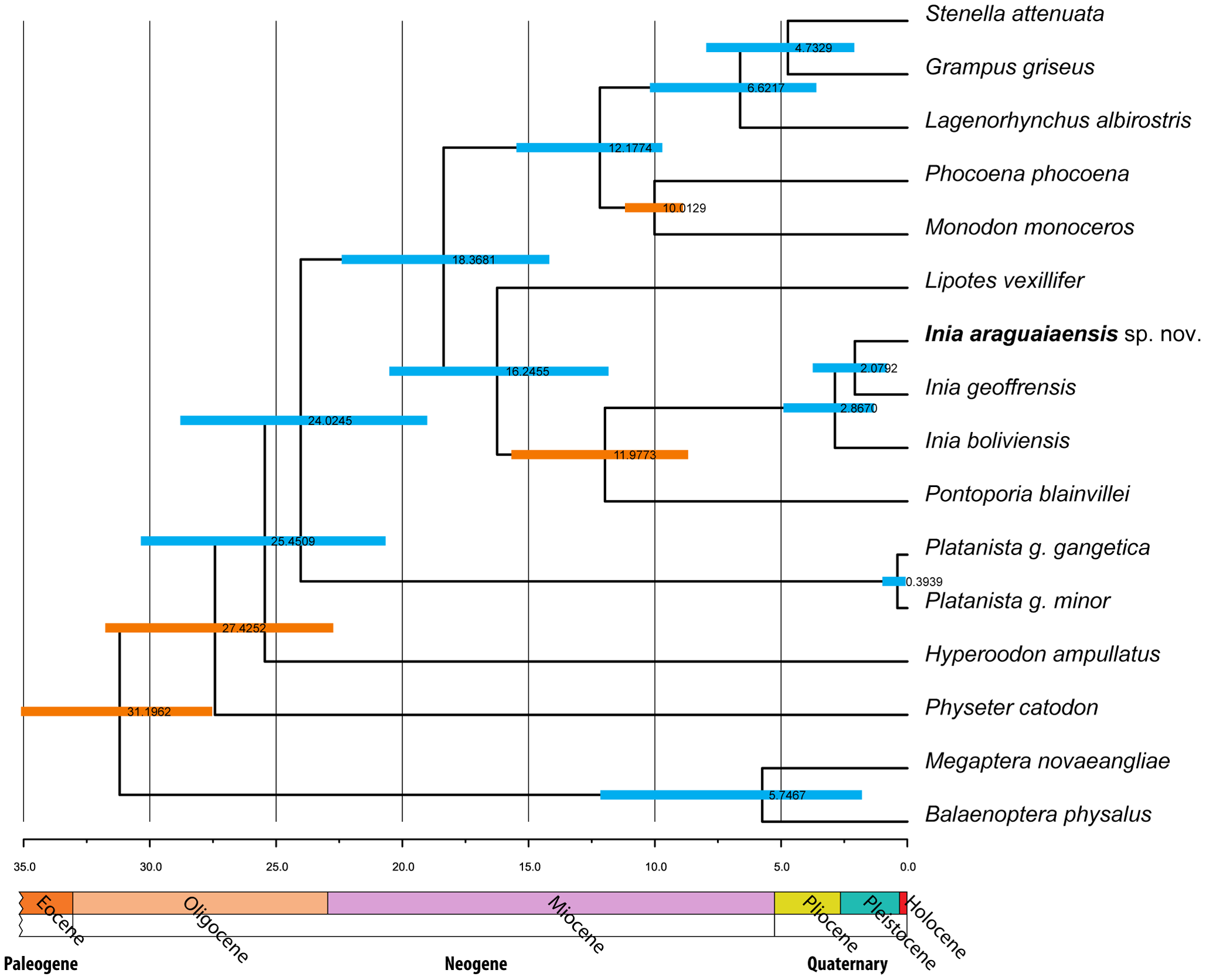

## Các loài
Chi này gồm 3 loài:
- Inia araguaiaensis
- Inia boliviensis
- Inia geoffrensis
  - Inia geoffrensis geoffrensis
  - Inia geoffrensis humboldtiana